# BAFTA (премия, 1948)
1-я церемония вручения наград премии BAFTA

Лучший фильм: 

Лучшие годы нашей жизни 

The Best Years of Our Lives
Лучший британский фильм: 

Выбывший из игры 

Odd Man Out
Церемонии вручения 2-я >
1-я церемония вручения наград премии BAFTA за заслуги в области кинематографа за 1947 год состоялась 29 мая 1948 года в Лондоне.
Награды были вручены в двух номинациях: «Лучший фильм» и «Лучший британский фильм». Вплоть до 1980 года награды в этих категориях получали режиссёры картин. «Специальная награда» (англ. Special Award), просуществовавшая с 1948 по 1959 годы, была присуждена документальному фильму режиссёра Пола Роты The World Is Rich.
Ниже приведён полный список победителей первой церемонии вручения премии с указанием имён режиссёров, оригинальных и русскоязычных названий фильмов, а также страны-производителя.
| Фильмы                  |                           |                             |               |                |
| Категория               | Русскоязычное название    | Оригинальное название       | Режиссёр      | Страна         |
| Лучший фильм            | «Лучшие годы нашей жизни» | The Best Years of Our Lives | Уильям Уайлер | США            |
| Лучший британский фильм | «Выбывший из игры»        | Odd Man Out                 | Кэрол Рид     | Великобритания |
| Специальная награда     |                           | The World Is Rich           | Пол Рота      | Великобритания |